# Alfa Romeo C42
Az Alfa Romeo C42 egy Formula–1-es versenyautó, amelyet az Alfa Romeo Racing tervezett és versenyeztetett a 2022-es Formula–1 világbajnokság során. Az idénynek új pilótapárossal kezdett neki a csapat: a Mercedes csapatától érkezett Valtteri Bottas és az újonc Csou Kuan-jü párosával indultak, utóbbi lett Kína első pilótája a sportág történetében.

## Áttekintés
Az új technikai szabályoknak megfelelő autó fejlesztését már viszonylag korán megkezdte a csapat, de azt a koronavírus-járvánnyal összefüggésben 2020. március 28-án ideiglenesen le kellett állítaniuk (az év végéig), miután az FIA úgy rendelkezett, hogy a szabálymódosítás életbe lépését egy évvel elhalasztják.
Eredetileg a C40 nevet kapta volna, ha bevetették volna 2021-ben, az eredeti tervek szerint. Azonban a 2021-es év kényszerből egy átmeneti szezonná alakult, és valamennyi csapat az előző évi autójának továbbfejlesztésére kapott lehetőséget. Az a modell, mivel később készült, a C41 nevet kapta, a 2022-ben bevetett új generációs autó pedig (hogy elkerüljék a zavaros sorrendet) az eggyel következőt, így lett C42 a neve, és a C40-es nevet így nem is használták.
Amikor Bottas kipróbálta a szimulátorban az autót, elmondása szerint nem érzett lényeges különbséget a 2021-es specifikációhoz képest.
Az Alfa Romeo, eltérően a turbókorszakban már valamennyi más csapat által használt nyomórudas első, és vonórudas hátsó felfüggesztési megoldástól, mindkét felfüggesztését nyomórudasként építette meg. Emellett az összes csapat közül az övék volt a legkisebb tengelytáv. Ferrari-motorokat használtak, melyek hűtését a széles oldaldobozok tetején elhelyezett kopoltyúszerű nyílásokkal oldottak meg. Ebben az évben több alkatrészt házon belül terveztek meg és gyártottak le, ellentétben a korábbi évekkel, amikor mind az Alfa Romeo, mind a Sauber, számos esetben a Ferraritól szerezte be azokat. Saját gyártmány volt az üzemanyagtank, a hátsó felfüggesztés, és a váltómű külső része. Minderre a bevezetett új pénzügyi szabályok és a költségsapka miatt volt lehetőség.
A C42-es volt az egyedüli autó a mezőnyben, amelyik annyira könnyű volt, hogy nem volt gondja a 795 kilogrammban megszabott súlyhatárral. Más csapatok azonban sokat szenvedtek ettől, és előbb különféle módokon (pl. a festék lekaparásával) próbálták csökkenteni saját autójuk tömegét, majd lobbizni kezdtek az FIA-nál, hogy emeljék fel a határt 798 kilogrammra.
Azerbajdzsánban az Alfa Romeo Tonale autó bemutatójának tiszteletére mindkét autó hátsó részén a piros festést zöldre cserélték.

## A szezon
Az év álomszerűen kezdődött a csapatnak, hiszen jól láthatóan versenyképesek voltak. Bottas a hatodik helyen ért célba, és Csou is élete első versenyén pontot szerzett. Kanadáig folyamatosak voltak a pontszerzések, jobbára Bottas részéről (aki az imolai sprintfutamon is jól teljesített), Csou csak Kanadában szerzett legközelebb pontot. Imolába fejlesztéseket is hoztak: módosított padlólemezt, az ehhez szabott új oldaldobozokkal és átalakított hátsó fékvezetékekkel. A brit nagydíjon Csou hatalmas balesetet szenvedett a rajtnál, az autója fejreállva csúszott irányíthatatlanul és csapódott be a nézők előtti biztonsági sávba - az esetet csodával határos módon épen megúszta.
A C42-es egyik baja a megbízhatóság hiánya volt, ami a futamokon történő gyakori kiesést eredményezett, illetve a szabadedzéseken okozott gondot, ugyanis gyakorlás hiányában eleve hátrányból indultak a többiekkel szemben. Kanada után ráadásul látványos visszaesés következett be a teljesítményben, és Bottas tíz futamon keresztül egyetlen pontot sem szerzett, Csou is csak egyet, az olasz nagydíjon. Az év utolsó versenyein történt egy kis formajavulás, ennek volt köszönhető, hogy pontegyenlőséggel zárták az évet az Aston Martin csapatával, de mivel nekik volt egy jobb helyezésük (Bottas ötödik pozíciója Imolában), ezért az Alfa Romeo hatodik lett a konstruktőri bajnokságban.

## Eredmények
Félkövérrel a pole pozíció, dőlt betűvel a leggyorsabb kör
| Év        | Csapat                   | Motor         | Gumik | Pilóták         | Versenyek | Versenyek | Versenyek | Versenyek | Versenyek | Versenyek | Versenyek | Versenyek | Versenyek | Versenyek | Versenyek | Versenyek | Versenyek | Versenyek | Versenyek | Versenyek | Versenyek | Versenyek | Versenyek | Versenyek | Versenyek | Versenyek | Pontok | Helyezés |
| Év        | Csapat                   | Motor         | Gumik | Pilóták         | BHR       | SAU       | AUS       | EMI       | MIA       | ESP       | MON       | AZE       | CAN       | GBR       | AUT       | FRA       | HUN       | BEL       | NED       | ITA       | SIN       | JPN       | USA       | MXC       | SAP       | ABU       | Pontok | Helyezés |
| --------- | ------------------------ | ------------- | ----- | --------------- | --------- | --------- | --------- | --------- | --------- | --------- | --------- | --------- | --------- | --------- | --------- | --------- | --------- | --------- | --------- | --------- | --------- | --------- | --------- | --------- | --------- | --------- | ------ | -------- |
| 2022      | Alfa Romeo F1 Team Orlen | Ferrari 066/7 | P     | Valtteri Bottas | 6         | KI        | 8         | 5         | 7         | 6         | 9         | 11        | 7         | KI        | 11        | 14        | 20 †      | KI        | KI        | 13        | 11        | 15        | KI        | 10        | 9         | 15        | 55     | 6.       |
| 2022      | Alfa Romeo F1 Team Orlen | Ferrari 066/7 | P     | Csou Kuan-jü    | 10        | 11        | 11        | 15        | KI        | KI        | 16        | KI        | 8         | KI        | 14        | 16 †      | 13        | 14        | 16        | 10        | KI        | 16        | 12        | 13        | 12        | 12        | 55     | 6.       |
| Források: |                          |               |       |                 |           |           |           |           |           |           |           |           |           |           |           |           |           |           |           |           |           |           |           |           |           |           |        |          |

- † – Nem fejezte be a futamot, de rangsorolva lett, mert teljesítette a versenytáv 90%-át.
- Bottas az imolai sprintversenyen 2 pontot szerzett.